# Мочешть
Мочешть, Мочешті (рум. Mocești) — село у повіті Прахова в Румунії. Входить до складу комуни Йордекяну.
Село розташоване на відстані 69 км на північ від Бухареста, 20 км на північний схід від Плоєшті, 146 км на захід від Галаца, 83 км на південний схід від Брашова.

## Населення
За даними перепису населення 2002 року у селі проживали 1226 осіб. Усі жителі села рідною мовою назвали румунську.
Національний склад населення села:
| Національність | Кількість осіб | Відсоток |
| -------------- | -------------- | -------- |
| румуни         | 1213           | 98,9%    |
| цигани         | 13             | 1,1%     |